# Gruszków (województwo dolnośląskie)
Gruszków (niem. Bärndorf) – wieś w Polsce położona w województwie dolnośląskim, w powiecie karkonoskim, w gminie Mysłakowice.

## Podział administracyjny
W latach 1975–1998 miejscowość administracyjnie należała do województwa jeleniogórskiego.

## Nazwa
Do roku 1946 wieś nazywała się Bärndorf. W latach 1946–1950 obowiązywała nazwa Niedźwiedziska. Od roku 1950 miejscowość nosi obecną nazwę, wynikającą z błędnego tłumaczenia nazwy niemieckiej (niem. Bär – niedźwiedź, Birne – gruszka).

## Położenie
Wieś łańcuchówka o długości 1,5 km, przeciętna wysokość 470 m n.p.m., położona w środkowej części Rudaw Janowickich na zachodnim skłonie  Skalnika w dolinie potoku Gruszkówka. Zachowała się dawna karczma sądowa, pomnik poległych w I wojnie światowej żołnierzy niemieckich z dostawionym napisem Niech ludzkość świata żyje w pokoju oraz kilka domów mieszkalno-gospodarczych o konstrukcji murowano-drewnianej, przysłupowej oraz szachulcowej.

## Historia
Pierwsze wzmianki o miejscowości pochodzą z roku 1399. Od XIV do XVII wieku wieś razem z Radocinami należała do Kowar, należących z kolei do rodu Schaffgotschów. W roku 1635 dobra kowarskie zostały skonfiskowane przez cesarza, a następnie sprzedane hrabiemu Hansowi von Tscherninowi. W rękach Tscherninów Gruszków pozostawał przez kolejnych 100 lat, przeżywając w roku 1649 bunt chłopów przeciwko wymiarowi pańszczyzny, zakończony niekorzystnym dla nich wyrokiem sądu w Jaworze. W roku 1727 z Gruszkowa zapłacono 388 talarów podatku. W roku 1765 we wsi mieszkało 16 kmieci, 10 zagrodników i 86 chałupników, wśród nich 32 rzemieślników, głównie tkaczy. Wartość wsi szacowano wówczas na 3694 talary. W roku 1786 we wsi była szkoła i 2 młyny wodne. Wieś słynęła w tym czasie z warzonego na miejscu piwa. W roku 1820 miejscowe lasy zakupił od Kowar hrabia Matuschka, sama wieś pozostała natomiast własnością miasta. Po roku 1945 wieś zachowała rolniczy charakter, przy czym zmalała liczba ludności oraz gospodarstw rolnych. Liczba budynków spadła ze 121 przed II wojną światową do 31 w latach 90. XX wieku – pozostałe wyburzano w celu pozyskania materiału budowlanego, który wysyłano często w głąb Polski.

## Nazwy historyczne
- 1399 Berndorf
- 1786 Bärndorf
- 1816 Bärdorf
- 1945 Grzeszków
- 1946 Niedźwiedziska
- 1950 Gruszków